# Städtische Sing- und Musikschule München

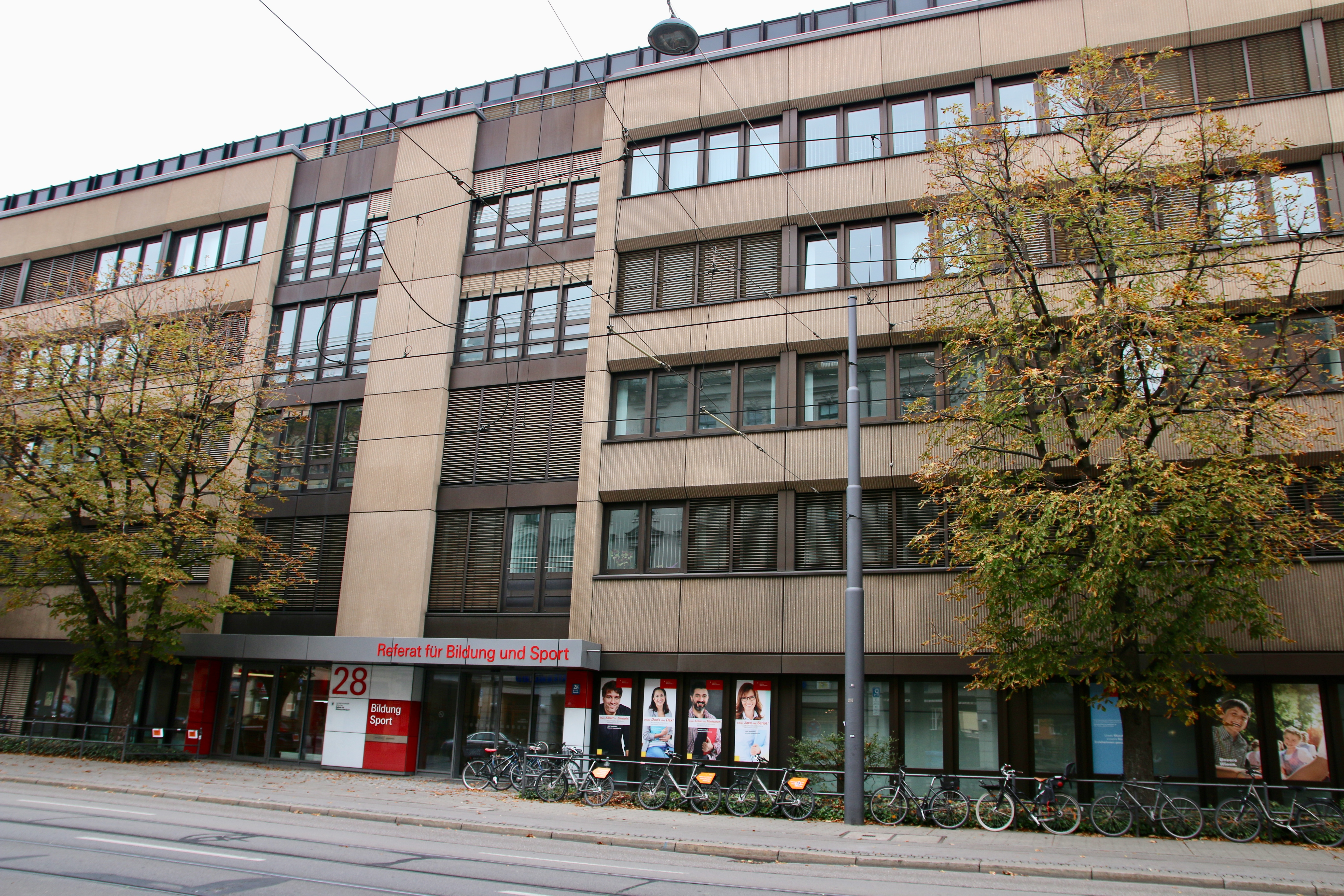
In der Bayerstraße 28 liegt die Verwaltung der Schule

Die Städtische Sing- und Musikschule München wurde 1830 gegründet und ist damit eine der größten und ältesten Musikschulen Deutschlands. Sie wendet sich in über 80 unterschiedlichen Angeboten an Kinder, Jugendliche und Erwachsene an 124 Standorten in ganz München, wobei circa 135 Musiklehrer etwa 9000 Schülern Unterricht erteilen. 
Das Ausbildungsprogramm ist sehr vielfältig: Es beginnt mit der musikalischen Spielschule und musikalische Früherziehung und reicht bis hin zur studienvorbereitenden Ausbildung. Dabei können 30 verschiedene Musikinstrumente erlernt werden und Ensembles oder Orchestern beigetreten werden.

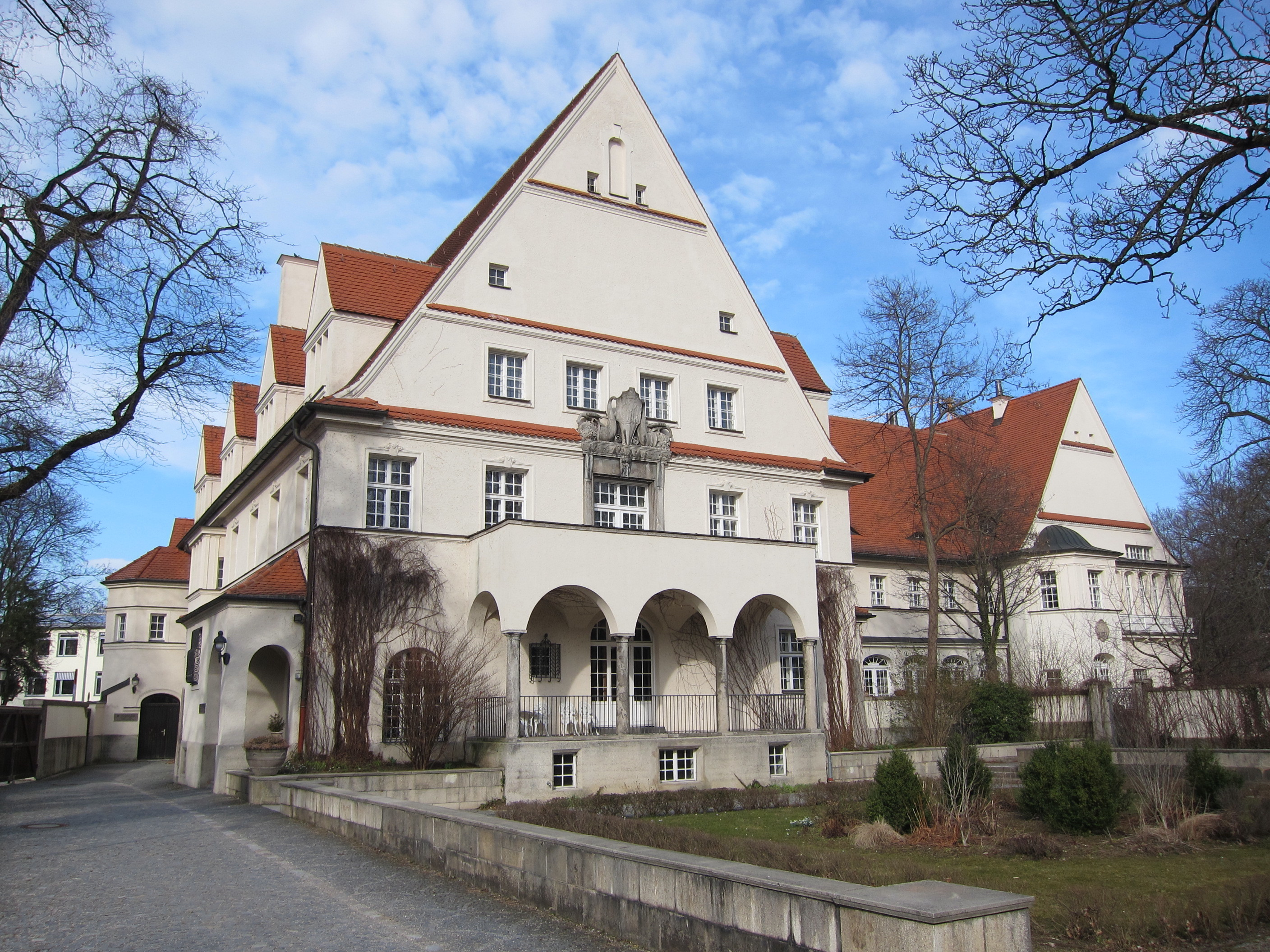
Aufführungen finden oft im Festsaal am Bogenhausener Kirchplatz statt.

Darüber hinaus veranstaltet die Städtische Sing- und Musikschule monatlich viele, zumeist kostenlose Veranstaltungen, wobei die Konzerte neben dem Festsaal am Bogenhausener Kirchplatz (Neuberghauser Straße 11) auch an vielen anderen Orten Münchens stattfinden.